# چهارک هرند
چهار کوچه هرند مربوط به دوره صفوی است و در هرند، چهار راه شهید امینی، خیابان امام واقع شده و این اثر در تاریخ ۱۹ مرداد ۱۳۸۴ با شمارهٔ ثبت ۱۲۹۸۱ به‌عنوان یکی از آثار ملی ایران به ثبت رسیده است.